# 謝爾蓋·富爾加爾
謝爾蓋·伊萬諾維奇·富爾加爾（俄语：Сергей Иванович Фургал；1970年1月12日—），俄罗斯政治家，俄罗斯自由民主党成員。
2007年至2018年，富爾加爾擔任國家杜馬議員。2018年，其代表俄罗斯自由民主党參選哈巴罗夫斯克边疆区區長，經過兩輪選舉成功擊敗執政黨統一俄羅斯黨的時任區長维亚切斯拉夫·什波尔特，並在第二輪獲得69.57%選票，成功當選。同年9月28日起担任哈巴罗夫斯克边疆区首長。
2020年7月9日，富爾加爾被捕，并被送到莫斯科监禁。當局指控其在2004年到2005年俄羅斯遠東地區涉嫌謀殺。7月12日，哈巴羅夫斯克邊疆區爆發大規模示威，約有1萬至4萬人參與示威。示威群眾認為此次逮捕是當局出于政治动机，同時他們高呼口號，要求俄羅斯總統普京下台。
2020年8月8日，哈巴罗夫斯克再度出現集會，大约3000多名示威者强烈谴责俄羅斯当局逮捕富爾加爾，示威者认为對富爾加爾的指控有政治动机，並要求將富爾加尔送回哈巴罗夫斯克受审。此外，俄罗斯至少有7个城市发生支持哈巴罗夫斯克抗议者的示威。至少有10人在示威中被逮捕。
2023年2月，富尔加尔因谋杀罪被判决有罪，有期徒刑22年。此举在哈巴罗夫斯克引发小规模抗议。